# Rachel Jarry
Rachel Jarry, född den 6 december 1991 i Melbourne, Australien, är en australisk basketspelare som tog OS-brons i dambasket vid olympiska sommarspelen 2012 i London.